# Holger Drachmann-legatet
Drachmannlegatet är ett danskt stipendium som utdelas på Holger Drachmanns födelsedag, den 9 oktober. Stipendiefonden är uppbyggd av medel från driften av museet i Drachmanns hus, Villa Pax, i Skagen.

## Lista över mottagare
- 1917 – Johannes Buchholtz

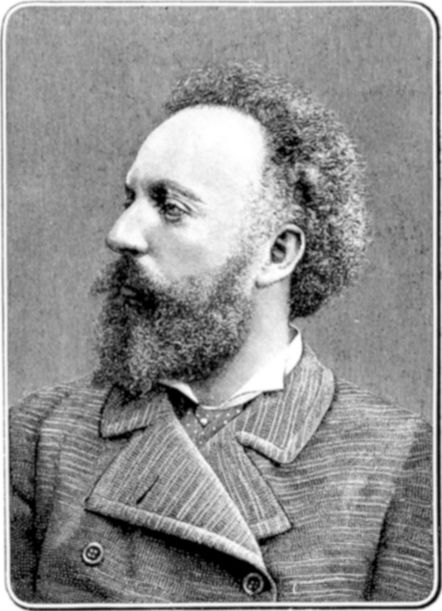
Holger Drachmann 1888.

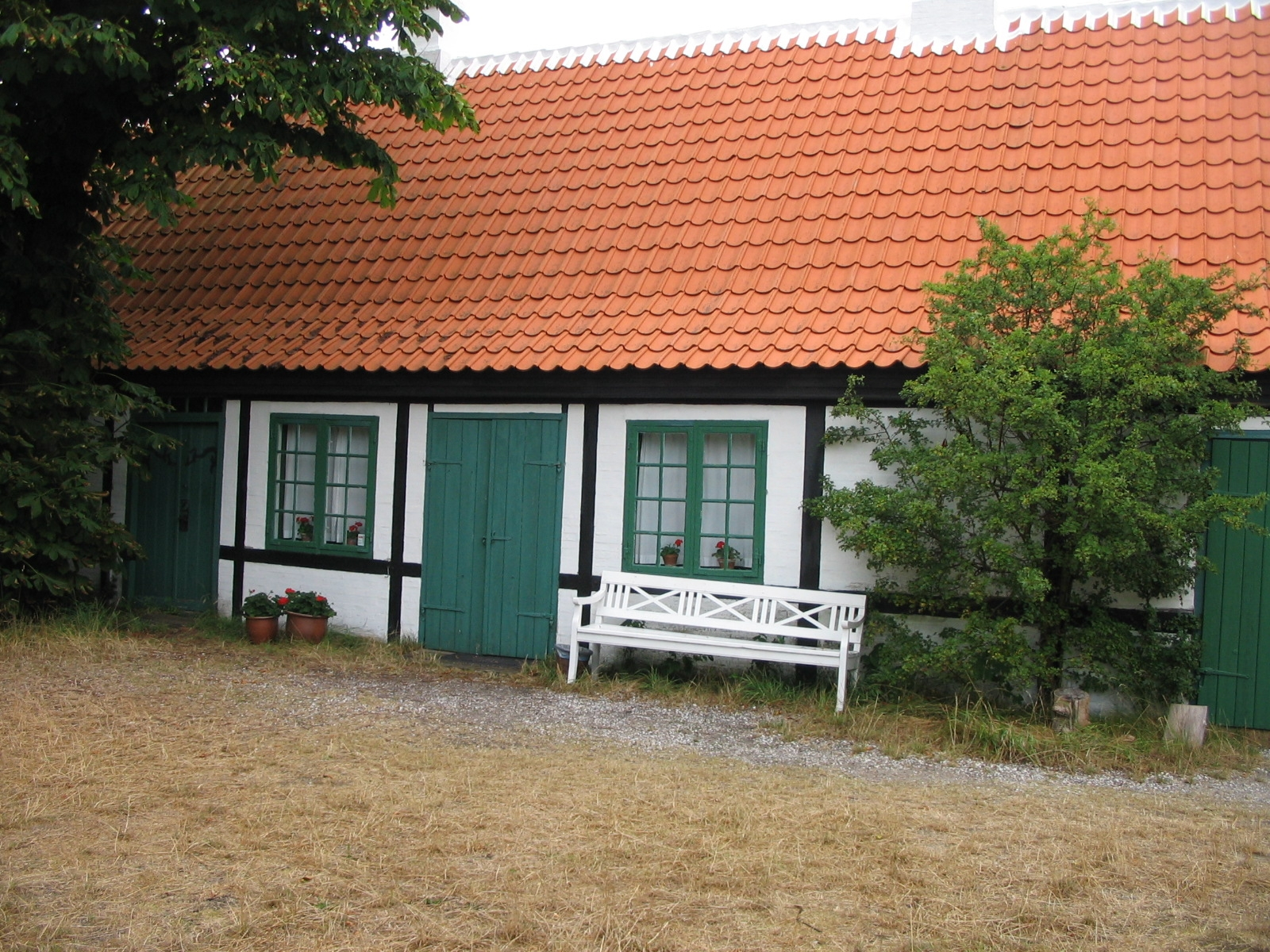
Holger Drachmanns hus "Villa Pax", Skagen.

- 1918 – Johannes V. Jensen och Helge Rode
- 1919 – Harald Bergstedt och Kai Hoffmann
- 1920 – Ludvig Holstein
- 1921 – Harry Søiberg
- 1922 – Otto Rung
- 1923 – Carl Gandrup
- 1924 – Sven Lange
- 1925 – Einar Rousthøj och Hans Hartvig Seedorff Pedersen
- 1926 – Emmy Drachmann
- 1927 – Knud Hjortø och Christian Rimestad
- 1928 – Jeppe Aakjær
- 1929 – L.C. Nielsen
- 1930 – Thit Jensen
- 1931 – Laurids Bruun
- 1932 – Axel Juel och Per Lange
- 1933 – Johannes Jørgensen
- 1934 – Tom Kristensen
- 1935 – Hakon Holm
- 1936 – Hans Ahlmann och Emil Bønnelycke
- 1937 – Valdemar Rørdam
- 1938 – Hulda Lütken
- 1939 – Hans Kirk och Alba Schwartz
- 1940 – Carl Erik Soya och Marcus Lauesen
- 1941 – Paul la Cour och Aage Berntsen
- 1942 – ingen utdelning
- 1943 – Alex Garff
- 1944 – Jens August Schade
- 1945 – Tove Ditlevsen
- 1946 – Sigfred Pedersen och Martin A. Hansen
- 1947 – Karin Michaëlis
- 1948 – Ole Sarvig
- 1949 – Børge Madsen
- 1950 – Knud Sønderby
- 1951 – Kjeld Abell
- 1952 – William Heinesen och Johannes Wulff
- 1953 – Eva Drachmann och Agnes Henningsen
- 1954 – Hans Scherfig
- 1955 – H.C. Branner
- 1956 – Gerd la Cour
- 1957 – Aase Hansen
- 1958 – Otto Gelsted
- 1959 – Knuth Becker och Johannes Ursin
- 1960 – Erling Kristensen och Halfdan Rasmussen
- 1961 – Per Lange
- 1962 – Frank Jæger
- 1963 – Erik Knudsen
- 1964 – Thorkild Bjørnvig
- 1965 – Aage Dons
- 1966 – Jørgen Sonne
- 1967 – Orla Bundgård Povlsen
- 1968 – Villy Sørensen
- 1969 – Ivan Malinowski
- 1970 – Jørgen Gustava Brandt
- 1971 – ingen utdelning
- 1972 – ingen utdelning
- 1973 – Cecil Bødker
- 1974 – Henrik Nordbrandt
- 1975 – ingen utdelning
- 1976 – Kristen Bjørnkær
- 1977 – ingen utdelning
- 1978 – Uffe Harder och Maria Giacobbe
- 1979 – Peter Poulsen
- 1980 – Asger Schnack
- 1981 – ingen utdelning
- 1982 – ingen utdelning
- 1983 – Lean Nielsen och Henning Fleischer
- 1984 – ingen utdelning
- 1985 – ingen utdelning
- 1986 – Pia Tafdrup
- 1987 – Søren Ulrik Thomsen
- 1988 – Ove Abildgaard
- 1989 – Preben Major Sørensen
- 1990 – Peter Laugesen
- 1991 – Rolf Gjedsted
- 1992 – Erik Stinus
- 1993 – F.P. Jac
- 1994 – ingen utdelning
- 1995 – Jørgen Leth
- 1996 – Inger Christensen
- 1997 – Johannes Møllehave
- 1998 – Knud Sørensen
- 1999 – Ulrik Horst Pedersen
- 2000 – Claus Beck-Nielsen
- 2001 – Merete Torp
- 2002 – Jens Christian Grøndahl
- 2003 – Katrine Marie Guldager
- 2004 – Hanne Marie Svendsen
- 2005 – Jens Smærup Sørensen
- 2006 – Ida Jessen
- 2007 – Jeppe Brixvold
- 2008 – Vibeke Grønfeldt
- 2009 – Thomas Boberg
- 2010 – Dorrit Willumsen
- 2011 – ingen utdelning
- 2012 – Marianne Larsen
- 2013 – Klaus Rifbjerg
- 2014 – Sten Kaalø
- 2015 – Pia Juul
- 2016 – Kristina Stoltz
- 2017 – Ib Michael
- 2018 – Susanne Jorn
- 2019 – Kim Leine
- 2020 – Morten Søndergaard
- 2021 – Kristian Ditlev Jensen
- 2022 – Jesper Wung-Sung